# XVII Premis Goya
La XVIIa edició dels Premis Goya (oficialment en castellà: Premios Anuales de la Academia "Goya") va tenir lloc al Palau de Congressos de la ciutat de Madrid (Espanya) l'1 de febrer de 2003 i fa referència a aquelles produccions realitzades el 2002.
La presentació de la gala va anar a càrrec dels actors Alberto San Juan i Guillermo Toledo, i la direcció d'Andrés Lima, tots ells membres del grup teatral "Animalario", que van convertir la cerimònia en una crítica a la invasió de l'Iraq de 2003.
La pel·lícula més nomidada de la nit fou Los lunes al sol de Fernando León de Aranoa, que amb 8 nominacions aconseguí guanyar 5 premis Goya, entre ells millor pel·lícula, director, actor i actor secundari. La seguiren en nominacions Hable con ella de Pedro Almodóvar amb 7 nominacions, tot i que només en guanyà una; El otro lado de la cama d'Emilio Martínez Lázaro amb 6 nominacions, que també només guanyà una estatueta; En la ciudad sin límites d'Antonio Hernández, que amb 5 nominacions aconseguí 2 premis; i El caballero Don Quijote de Manuel Gutiérrez Aragón, que amb 5 nominacions aconseguí guanyar un premi. La gran perdedora de la nit fou Historia de un beso de José Luis Garci, que amb 7 nominacions no aconseguí cap premi.

## Nominats i guanyadors
| Millor pel·lícula | Millor director |
| --- | --- |
| - Los lunes al sol - El otro lado de la cama - En la ciudad sin límites - Hable con ella | - Fernando León de Aranoa per Los lunes al sol - Antonio Hernández per En la ciudad sin límites - Emilio Martínez Lázaro per El otro lado de la cama - Pedro Almodóvar per Hable con ella |
| Millor actor | Millor actriu |
| - Javier Bardem per Los lunes al sol - Javier Cámara per Hable con ella - Juan Luis Galiardo per El caballero Don Quijote - Sancho Gracia per 800 balas | - Mercedes Sampietro per Lugares comunes - Ana Fernández per Historia de un beso - Adriana Ozores per La vida de nadie - Leonor Watling per A mi madre le gustan las mujeres |
| Millor actor secundari | Millor actriu secundària |
| - Luis Tosar per Los lunes al sol - José Coronado per La caja 507 - Carlos Hipólito per Historia de un beso - Alberto San Juan per El otro lado de la cama | - Geraldine Chaplin per En la ciudad sin límites - María Esteve per El otro lado de la cama - Mar Regueras per Rencor - Tina Sáinz per Historia de un beso |
| Millor guió original | Millor guió adaptat |
| - Antonio Hernández i Enrique Brasó per En la ciudad sin límites - Pedro Almodóvar per Hable con ella - Fernando León de Aranoa i Ignacio del Moral per Los lunes al sol - Roger Gual i Julio D. Wallovits per Smoking Room | - Adolfo Aristarain i Kathy Saavedra per Lugares comunes - Fernando Trueba per El embrujo de Shanghai - Manuel Gutiérrez Aragón per El caballero Don Quijote - Antonio Chavarrías per Volverás |
| Millor director novell | Millor direcció de producció |
| - Roger Gual i Julio D. Wallovits per Smoking Room - Inés París i Daniela Fejerman per A mi madre le gustan las mujeres - Ramón Salazar per Piedras - Eduard Cortés per La vida de nadie | - Fernando Victoria de Lecea per La caja 507 - Luis Gutiérrez per El embrujo de Shanghai - Javier Arsuaga per Guerreros - Andrés Santana per El viaje de Carol |
| Millor actor revelació | Millor actriu revelació |
| - José Ángel Egido per Los lunes al sol - Roberto Enríquez per El alquimista impaciente - Carlos Iglesias per El caballero Don Quijote - Guillermo Toledo per El otro lado de la cama | - Lolita Flores per Rencor - Marta Etura per La vida de nadie - Nieve de Medina per Los lunes al sol - Clara Lago per El viaje de Carol |
| Millor pel·lícula hispanoamericana | Millor pel·lícula europea |
| - El último tren de Diego Arsuaga ( Argentina) - El crimen del padre Amaro de Carlos Carrera ( Mèxic) - Nada de Juan Carlos Cremata ( Cuba) - Un día de suerte de Sandra Gugliotta ( Argentina) | - El pianista de Roman Polański ( França) - Bella Martha de Sandra Nettelbeck ( Alemanya) - Gosford Park de Robert Altman ( Regne Unit) - Italiensk for begyndere de Lone Scherfig ( Dinamarca)                                                                                                   |
| Millor fotografia | Millor muntatge |
| - José Luis Alcaine per El caballero Don Quijote - José Luis López Linares per El embrujo de Shanghai - Raúl Pérez Cubero per Historia de un beso - Néstor Calvo per Nos miran | - Ángel Hernández Zoido per La caja 507 - Alejandro Lázaro per 800 balas - Ernest Blasi per Aro Tolbukhin, dins la ment de l'assassí - Nacho Ruiz Capillas per Los lunes al sol |
| Millor direcció artística | Millor vestuari |
| - Salvador Parra per El embrujo de Shanghai - Rafael Palmero per El alquimista impaciente - Félix Murcia per El caballero Don Quijote - Gil Parrondo per Historia de un beso | - Lala Huete per El embrujo de Shanghai - Anna Anni, Alberto Spiazzi i Alessandro Lai per Callas Forever - Gumersindo Andrés per Historia de un beso - Lena Mossun per El viaje de Carol |
| Millor so | Millor música |
| - Gilles Ortion, Alfonso Pino, Pelayo Gutiérrez i José Vinader per El otro lado de la cama - Licio Marcos de Oliveira, Luis de Veciana i Alfonso Pino per La caja 507 - Salva Mayolas, Dani Fontrodona i Marc Orts per Darkness - Miguel Rejas, José Antonio Bermúdez, Manuel Laguna, Rosa Ortiz i Diego Garrido per Hable con ella | - Alberto Iglesias per Hable con ella - Roque Baños per 800 balas - Juan Bardem per A mi madre le gustan las mujeres - Víctor Reyes per En la ciudad sin límites |
| Millor maquillatge | Millors efectes especials |
| - Gregorio Ros i Pepito Juez per El embrujo de Shanghai - Paca Almenara, Alicia López i Antonio Panizza per Historia de un beso - Gemma Planchadell i Mónica Núñez per Lisístrata - Susana Sánchez i Manolo Carretero per Trece campanadas                                                                                          | - Juan Ramón Molina, Félix Bergés i Rafael Solórzano per 800 balas - Raúl Romanillos, Félix Bergés i Carlos Martínez per El robo más grande jamás contado - Reyes Abades, Emilio Ruiz del Río i Aurelio Sánchez Herrera per Guerreros - David Martí, Montse Ribé i Jorge Calvo per Hable con ella |
| Millor cançó | Millor curtmetratge de ficció |
| - Roque Baños per Salomé (Sevillana para Carlos) - Eva Gancedo i Rasha per Arderás conmigo (Ojos de gacela) - Emilio Alquézar i Manuel Cubedo per Dragon Hill, la colina del dragón (Un lugar más allá) - Carlos Jean i Najwa Nimri per Guerreros (Human monkeys)                                                                   | - Nada que perder de Rafa Russo - El espantapájaros de Gonzalo Zona - Historia de un búho de José Luis Acosta Salmerón - Hoy x ti mañana x mí de Fran Torres - Uno más, uno menos d'Álvaro Pastor i Antonio Naharro                                                                               |
| Millor pel·lícula d'animació | Millor curtmetratge d'animació |
| - Dragon Hill, la colina del dragón d'Ángel Izquierdo - Anjé, la leyenda del Pirineo de Juan José Elordi Bilbao - El rey de la granja de Gregorio Muro - Puerta del tiempo de Pedro Delgado Cavilla | - Sr. Trapo de Raúl Díez - El negre és el color dels déus d'Anna Solanas i Marc Riba - TV de Pablo Núñez i Antonio Ojeda |
| Millor pel·lícula documental | Millor curtmetratge documental |
| - El efecto Iguazú de Pere Joan Ventura - Balseros de Carles Bosch i Josep Maria Domènech - De Salamanca a ninguna parte de Chema de la Peña - Nómadas del viento de Jacques Perrin | - Túnel número 20 de Ramón de Fontecha - Howard Hawks San Sebastián, 1972 de Samuel Martínez - Marmadrid de Rafael Rodríguez Tranche |
| Goya d'honor | |
| - Manuel Alexandre (actor) | |